# Lukavice (Ústí nad Orlicí)
Lukavice é uma comuna checa localizada na região de Pardubice, distrito de Ústí nad Orlicí.